# Języki wschodnioromańskie
Języki wschodnioromańskie, bałkańsko-romańskie – grupa językowa w ramach rodziny języków romańskich. Językami z tej grupy posługuje się łącznie około 28–32 milionów osób, przede wszystkim w Rumunii i Mołdawii, ale także w innych krajach regionu: Grecji, Macedonii Północnej, Bułgarii, Albanii, Kosowie, Chorwacji i Słowenii  i w regionach, gdzie uformowała się wschodnioromańskojęzyczna diaspora: w Izraelu, a w pierwszych dekadach XXI wieku także we Włoszech  i Hiszpanii . W skład grupy wchodzą cztery języki: arumuński, istrorumuński, meglenorumuński (meglenicki) oraz rumuński (dakorumuński). Część językoznawców uważa te języki za dialekty jednego, dużego języka rumuńskiego . Niektórzy badacze z kolei wliczają do grupy wschodnioromańskiej wymarły język dalmatyński, a także niektóre dialekty włoskiego regionu Basilicata. 
Języki wschodnioromańskie wywodzą się z języka prarumuńskiego, który oddzielił się od romańskiej wspólnoty między III a V wiekiem i uległ fragmentacji na mniejsze grupy między wiekiem IX a XI, dzieląc się najpierw na grupę północną, podlegającą silniejszym wpływom słowiańskim, i południową, gdzie większy wpływ wywarł język grecki. Wszystkie języki wschodnioromańskie zostały poświadczone stosunkowo późno.
Za cechy dystynktywne grupy wschodnioromańskiej uważa się: z punktu widzenia fonetyki i fonologii – system samogłoskowy, w którym łacińskie samogłoski krótkie i długie ulegają rozróżnieniu jakościowemu w szeregu przednim i zlaniu się w szeregu tylnym, brak lenicji spółgłosek zwartych i intensywne palatalizacje; z punktu widzenia morfoskładni – umieszczanie rodzajnika określonego za słowem, które określa i częściowe utrzymanie deklinacji w grupie nominalnej. Ponadto, we wszystkich czterech językach występuje słownictwo substratowe, najprawdopodobniej pochodzenia tracko-dackiego.
Języki wschodnioromańskie były w ciągu swojej historii zapisywane różnymi alfabetami: cyrylicą, alfabetem greckim oraz alfabetem łacińskim.